# 第36回国民体育大会
第36回国民体育大会（だい36かいこくみんたいいくたいかい）は1981年（昭和56年）に開催された国民体育大会である。冬季大会スキー競技会のスローガンは「高原に結ぶ友情　妙高国体」、夏・秋季大会のテーマは、「びわこ国体」であった。今大会スケート競技会より、アイスホッケーがスケートから分離され正式競技となった。

## 大会概要
| 季    | 期間                      | 開催地                       | 競技数 | 参加者数 |
| ----- | ------------------------- | ---------------------------- | ------ | -------- |
| 冬    | 1981年1月26日 - 1月29日   | 山梨県富士吉田市・河口湖町   | 2      | 1,902    |
| 冬    | 1981年2月21日 - 2月24日   | 新潟県妙高高原町・中郷村     | 1      | 1,865    |
| 夏    | 1981年9月13日 - 9月16日   | 滋賀県彦根市・大津市・湖東町 | 5      | 4,550    |
| 秋    | 1981年10月13日 - 10月18日 | 滋賀県                       | 31     | 19,247   |
| 合 計 | 合 計                     | 合 計                        | 39     | 27,564   |

### 外国人高校生の参加
今大会より学校教育法一条に定める高校に在籍する外国人高校生に対し、高校の部への参加が認められることになった。

## 冬季大会

### スケート競技会・アイスホッケー競技会
第36回国民体育大会冬季大会スケート・アイスホッケー競技会は、1981年（昭和56年）1月26日から1月29日を会期として山梨県富士吉田市、河口湖町 (現富士河口湖町)で開催された。

#### 実施競技・会場一覧
| 競技名         | 種目種別   | 会場地     | 競技会場                                 |
| -------------- | ---------- | ---------- | ---------------------------------------- |
| スケート       | スピード   | 河口湖町   | 富士スバルランド森林公園スケートセンター |
| スケート       | フィギュア | 富士吉田市 | 富士急ハイランド総合スケートセンター     |
| アイスホッケー | 全種別     | 河口湖町   | 富士スバルランド森林公園スケートセンター |
| アイスホッケー | 全種別     | 富士吉田市 | 富士急ハイランド総合スケートセンター     |

### スキー競技会
第36回国民体育大会冬季大会スキー競技会は、1981年（昭和56年）2月21日から2月24日を会期として新潟県妙高高原町 (現妙高市)、中郷村 (現上越市)で開催された。テーマは「雪にとべ－限りない未来へ」、スローガンは「高原に結ぶ友情　妙高国体」。

## 夏季大会

### 実施競技
- 水泳 - 彦根市・県立総合運動場スイミングセンター
- 漕艇 - 大津市・県立琵琶湖漕艇場
- ヨット - 大津市・際川ヨットハーバー
- カヌー - 大津市・びわこモーターボート競走場
- 陸上競技 - 大津市・皇子山総合運動公園陸上競技場

## 秋季大会

### 実施競技
- サッカー - 甲西町・町民グラウンド陸上競技場 他
- テニス - 彦根市・県立総合運動場庭球場
- ホッケー - 伊吹町・町民グラウンド 他
- ボクシング - 能登川町・町民スポーツセンター
- バレーボール - 近江八幡市・市立運動公園体育館 他
- 体操 - 栗東町・町民体育館
- バスケットボール - 大津市・県立体育館、県立石山高等学校 他
- レスリング - 甲賀町・町公園体育館
- ウェイトリフティング - 安曇川町・町総合体育館
- ハンドボール - 彦根市・県立彦根工業高校グラウンド
- 自転車競技 - 大津市・びわこ競輪場 他
- ソフトテニス - 長浜市・市民庭球場
- 卓球 - 草津市・市総合体育館
- 軟式野球 - 近江八幡市・市立運動公園野球場 他
- 相撲 - 日野町・農村教養文化体育館
- 馬術 - 栗東町・日本中央競馬会栗東トレーニングセンター乗馬苑
- フェンシング - 五個荘町・町民体育館 他
- 柔道 - 木之本町・伊香体育館
- ソフトボール - 八日市市・長山公園グラウンド 他
- バドミントン - 大津市・皇子が丘公園体育館
- 弓道 - 長浜市・長浜高弓道場 他
- ライフル射撃 - 大津市・県立ライフル射撃場
- 剣道 - 今津町・今津中体育館
- ラグビー - 野洲町・県希望が丘文化公園陸上競技場 他
- クレー射撃 - 信楽町・国際総合射撃場
- 山岳競技 - 志賀町、大津市、朽木村、高島町
- アーチェリー - 秦荘町・町民スポーツセンターグラウンド
- 空手道 - 湖東町・町民体育館
- 銃剣道 - 今津町・勤労者体育センター
- 高校野球（公開競技） - 大津市・皇子山総合運動公園野球場 他
- スキー、バイアスロン - 新潟県妙高高原町・妙高高原スキー場
- スケート - 山梨県河口湖町・富士スバルランド森林公園スケートセンター
- アイスホッケー（スケートから分離） - 山梨県河口湖町・富士急ハイランド総合スケートセンター 他

## 総合成績

### 天皇杯
- 1位 - 滋賀県
- 2位 - 東京都
- 3位 - 大阪府

### 皇后杯
- 1位 - 滋賀県
- 2位 - 東京都
- 3位 - 大阪府